# Markus Kajo
Markus Kajo, född 1957, är en finländsk humorist, författare och tevepresenterare. Han presenterade tex programmerna Tv-ohjelma Kettunen, Naurun paikka, Markus Kajon ruudunsäästöohjelma och Nousevan auringon Kajo. Hans böcker är tex Kettusen kirja (1989), Kettusen toinen tuleminen (1991) Kettusen kolmas (1995) och Kettusen kannettava (2008). Han har en vuxen son.